# 小畑隆彦
小畑 隆彦（おばた たかひこ、1964年10月6日 - ）は、大阪府高槻市出身のミュージシャン、ドラマー。血液型はB型。妻子あり。
バンド“すかんち”の結成当初からのオリジナルメンバーで、すかんち解散後は、ポルノグラフィティのサポートメンバー等を務めた。

## アーティストネーム
小畑隆彦を指す名義は複数存在する。
- 小畑"PUMP"隆彦 - ソロ活動時
- 小畑"PUMP" - すかんちでの活動時
- "PUMP"小畑 - 現在、主に使っているアーティストネーム
- "PUMP"さん - 愛称・敬称

現在は「ポンプ小畑」名義での活動が中心だが、すかんちでは「小畑ポンプ」として活動していた。

## 来歴

### すかんち時代
1982年に、ローリー寺西（現ROLLY）らと共に和製グラムロックバンド“すかんち”を結成。
1990年にすかんちのドラマーとしてメジャー・デビュー。1996年にすかんち解散。2005年のROLLYメジャーデビュー15周年記念LIVEで、元すかんちメンバーとしてのゲスト出演をきっかけに、2006年3月に2日間限定の再結成LIVEに参加した。2007年にもLIVEツアーを行い、ROLLYが「もう解散はしない」と宣言。以後、断続的にすかんちでの活動も行っていた。

### ソロ活動
すかんち解散後、サポートドラマーとして活動。当時まだデビュー前だったポルノグラフィティの「08452ツアー」「Cupidツアー」でドラマーを務め、以降同バンドのサポートメンバーとして定着する。大槻ケンヂが率いたバンド“電車”のメンバーとしても活動した。UNICORNの解散直前期にもサポートメンバーとして参加した。
aiko、KinKi Kidsなどのレコーディングにも参加。
近年はただすけとのユニット“ポンすけ”、遠藤響子ユニットなどでのジャズ系の活動も行っている。
2023年10月30日、諸事情によりすかんちを脱退したことが発表された。

## 人物
- ライブ終了後、ドラムスティックを客席に投げることがある。
- ポルノグラフィティのサポートメンバーでは最年長であり、最も年齢が近いnang-changとも8歳差がある。
- 写真に造詣が深く、写真ブログも運営している。